# Kunigundenpassional

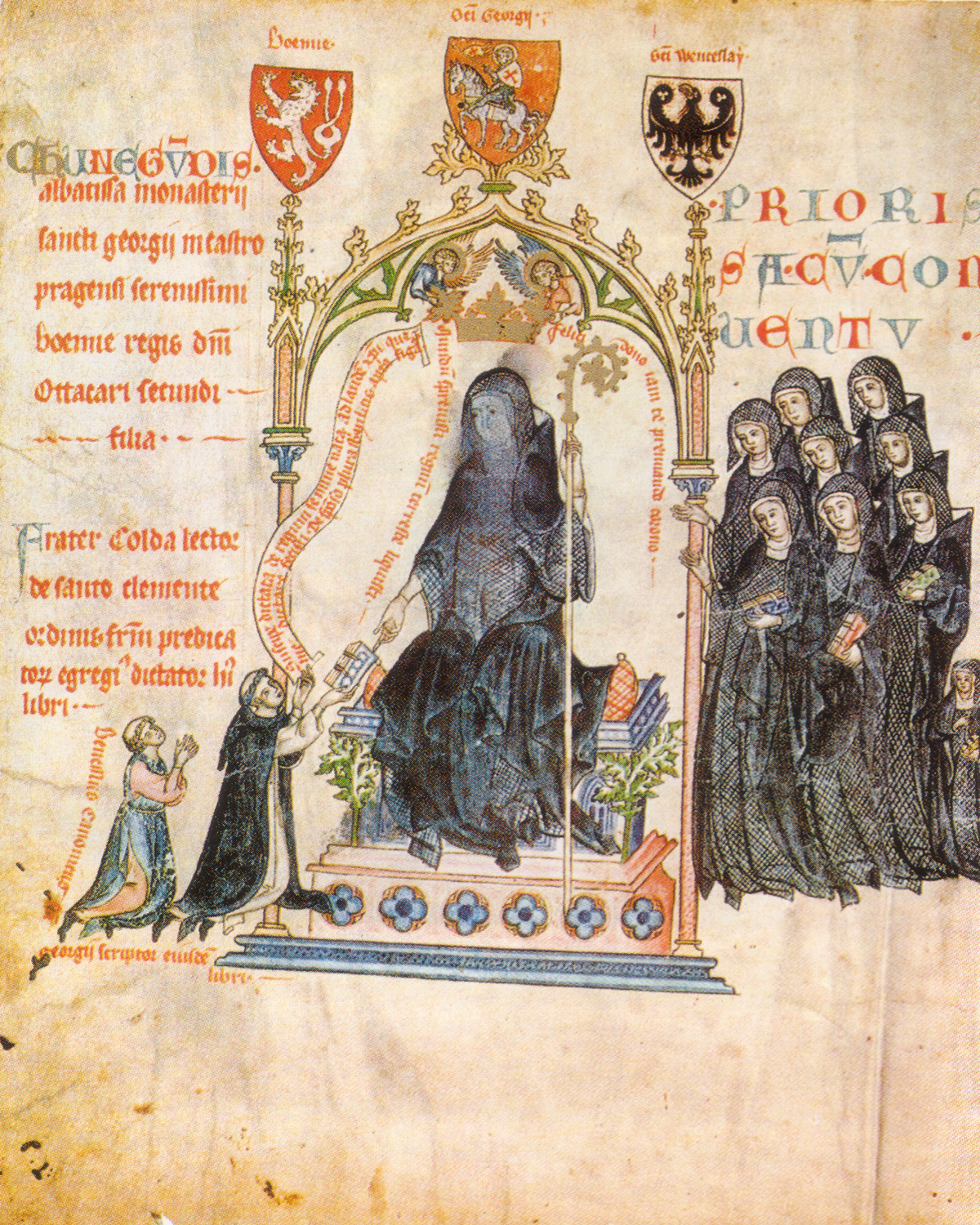
Passional der Äbtissin Kunigunde, Dedikationsbild

Das Kunigundenpassional (tschechisch Pasionál abatyše Kunhuty) ist eine reich illuminierte mittelalterliche Handschrift aus dem 14. Jahrhundert. Das Andachtsbuch gab Kunigunde von Böhmen, die Äbtissin des Prager Georgsklosters, in Auftrag. Das Passional befindet sich in der Tschechischen Nationalbibliothek (Sign. XIV A 17) und ist als Nationales Kulturdenkmal eingetragen.

## Inhalt
Das Passional der Kunigunde entstand zwischen 1312 und 1321 und ist eine Sammlung von geistigen Texten in lateinischer Sprache, die durch das gemeinsame Thema der Passion verbunden sind. Die Buchmalereien sind ein Beispiel höchster Kunstfertigkeit in ihrer Zeit und stammen vom Kanoniker und Schreiber Beneš. Mindestens zwei Texte verfasste der Dominikaner Kolda von Colditz. Das Dedikationsbild zeigt Kunigunde auf einem Thron mit den Wappen Böhmens und der Přemysliden.